# Les Crosets

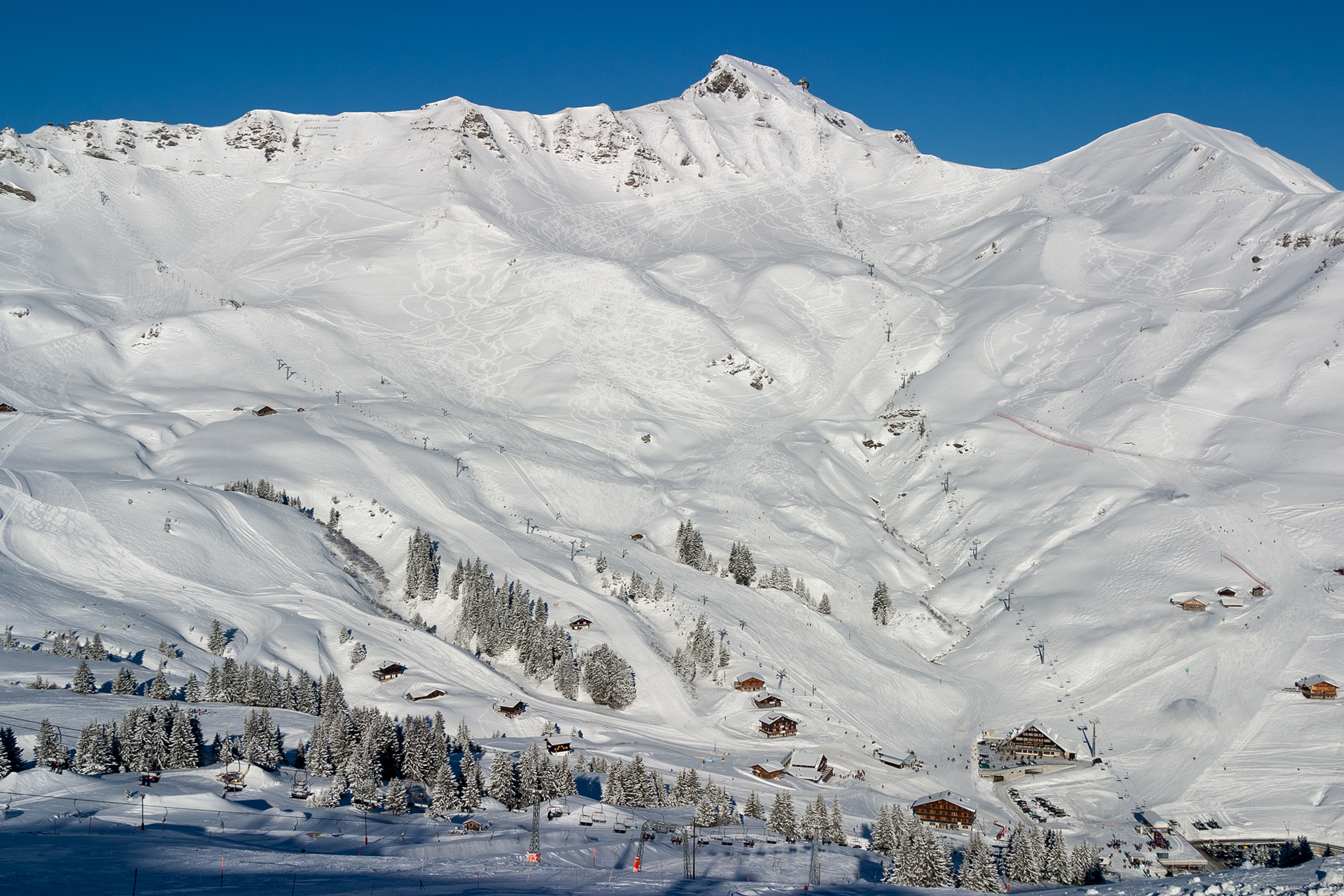
Les Crosets und die Pointe des Mossettes

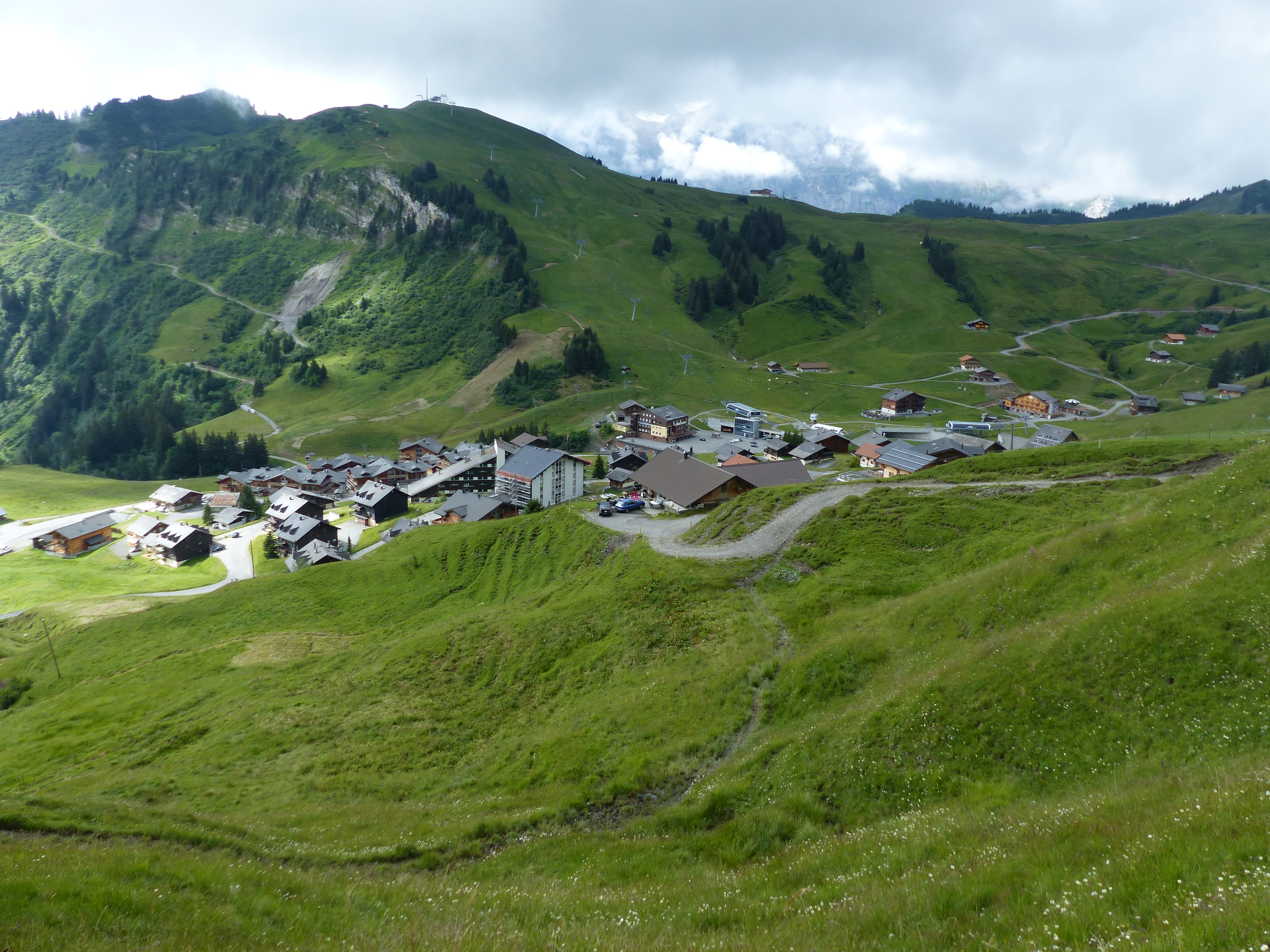
Les Crosets mit Croix de Colet (links)

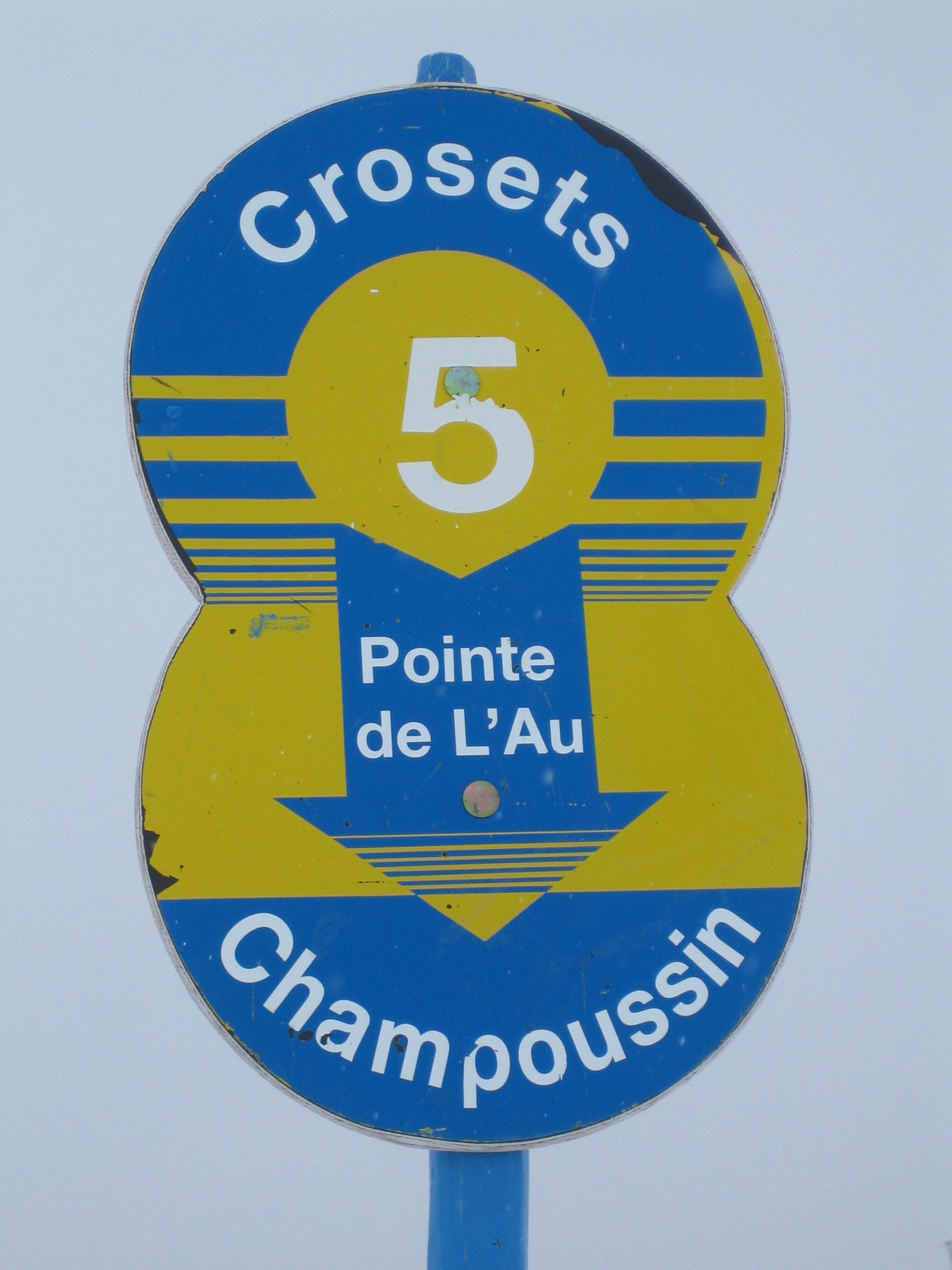
Wegweiser im Skigebiet

Les Crosets ist ein Weiler und Feriendorf/Skistation in der Gemeinde Val-d’Illiez im südwestlichen Teil des Kantons Wallis (Schweiz).

## Lage, Bevölkerung
Les Crosets liegt auf einer Höhe von durchschnittlich 1668 m. ü. M. auf einer Bergflanke (Sonnenhang) zwischen Champéry und Morgins inmitten des Skigebiets von Portes du Soleil. Er gehört zwar politisch zu Val-d’Illiez, ist aber aufgrund der grossen Distanz zu diesem neun Kilometer entfernten und weit unten im Talgrund gelegenen Ort als eigenständig zu betrachten.
In Les Crosets leben ganzjährig circa 60 Menschen und eine ungleich grössere Anzahl an Touristen während der Saison (ca. 650 Betten in Hotels und Gruppenunterkünften). Die ansässige Bevölkerung lebt fast ausschliesslich vom Tourismus.

## Tourismus
Im Winter bietet Les Crosets die üblichen Wintersportarten (Ski alpin (Besonderheit: Steilhang Chavanette), Snowboard und Rodeln) an, im Sommer Wandern, Mountainbiken und Angeln am Lac Vert. Daneben existiert ein Tierpark. Binnen kurzer Zeit ist – sommers wie winters – Frankreich zu Fuss über die Pointe des Mossettes (2277 m. ü. M.) zu erreichen. Die übliche touristische Infrastruktur (Restauration, Hotellerie, Sportgeschäfte, Skischule) ist vorhanden.

## Verkehr
Der Weiler ist mit dem Automobil von Val-d'Illiez her über eine eher kleine, serpentinenreiche Strasse zu erreichen. Circa alle zwei Stunden verbindet ein Postauto Les Crosets mit Val-d'Illiez (Fahrzeit 20–30 Minuten).

## Persönlichkeiten
Les Crosets ist eng mit dem Namen der ehemaligen Schweizer Skirennfahrerin Corinne Rey-Bellet, die hier geboren und aufgewachsen ist, verbunden. In Les Crosets kam sie auch gewaltsam zu Tode.